# Municipio de Madison (condado de Clarion)
El municipio de Madison (en inglés: Madison Township) es un municipio ubicado en el condado de Clarion en el estado estadounidense de Pensilvania. En el año 2000 tenía una población de 1.442 habitantes y una densidad poblacional de 20.5 personas por km².

## Geografía
El municipio de Madison se encuentra ubicado en las coordenadas 40°59′10″N 79°27′29″O / 40.98611, -79.45806.

## Demografía
Según la Oficina del Censo en 2000 los ingresos medios por hogar en la localidad eran de $29,306 y los ingresos medios por familia eran de $35,096. Los hombres tenían unos ingresos medios de $28,500 frente a los $17,361 para las mujeres. La renta per cápita de la localidad era de $13,867. Alrededor del 11,1% de la población estaba por debajo del umbral de pobreza.